# Гюнтер Кортен
Гюнтер Кортен (нім. Günther Korten; нар. 26 липня 1898, Кельн — пом. 22 липня 1944, Вольфсшанце, біля Растенбурга) — німецький воєначальник часів Третього Рейху, начальник Генерального штабу ОКЛ (1943—1944), генерал-полковник Люфтваффе (1944, посмертно). Кавалер Лицарського хреста Залізного хреста (1941). Помер від отриманих поранень від вибуху бомби під час заколоту 20 липня 1944 у Вольфшанце.

## Біографія
Гюнтер Кортен народився 26 липня 1898 року в Кельні в сім'ї архітектора Хуго Кортена (1855—1931) і його дружини Марії (1866—1942). 2 вересня 1914 року добровольцем вступив до армії і був зарахований в 34-й польовий артилерійський полк (2-й Лотаринзький). 1 грудня 1914 був призначений фенрихом і 3 грудня переведений в 8-й саперний батальйон. 18 жовтня 1915 був проведений в лейтенанти. 28 жовтня 1916 батальйоні зв'язку 15-ї піхотної дивізії. З 26 січня по 31 травня 1919 командував саперною ротою Добровольчого корпусу.
1 червня 1919 був призначений командиром роти батальйону «Рейнланд» в складі рейхсверу. 9 вересня 1919 командир 10-го саперного батальйону, з 1 січня 1921 командир 6-го саперного батальйону. З 1 травня 1924 року ад'ютант і офіцер постачання 6-го саперного батальйону. 31 липня 1925 був проведений в обер-лейтенанти. 1 листопада 1927 був прикомандирований до 6-му артилерійському полку.
З листопада 1928 по жовтень 1929 року проходив підготовку на секретних льотних курсах в Липецькому авіацентрі. 1 листопада 1929 року в складі штабу 1-ї дивізії був прикомандирований до Берлінської службі аерофотозйомки (нім. Bildstelle Berlin), яка займалася підготовкою військової розвідки. З 1 жовтня 1933 офіцер для особливих доручень при головнокомандуючому Сухопутними військами. 1 квітня 1934 року перейшов до люфтваффе і перебував на штабній посаді.
З 1 жовтня 1934 офіцер Генерального штабу при статс-секретаря Імперського міністерства авіації Ерхарда Мільхе. З жовтня 1935 по вересень 1936 року проходив курс навчання штабного офіцера при Військовій академії. 1 жовтня 1936 був призначений командиром 122-ї розвідувальної групи і комендантом авіабази в Пренцлау. У серпні 1937 року був переведений в Імперське міністерство авіації. 1 жовтня 1937 призначений начальником 4-го відділу Управління особового складу ОКЛ. З 13 березня 1938 року начальник оперативного відділу (Ia) в штабі командувача люфтваффе в Австрії, а 1 квітня призначений начальником штабу. З лютого 1939 начальник штабу командування люфтваффе «Остмарк».
18 березня 1939 начальник штабу 4-го повітряного флоту, брав участь в Польській кампанії. 19 грудня 1939 начальник штабу 2-го авіакорпусу. 21 лютого 1940 переведений в штаб 3-го повітряного флоту, а 11 червня призначений начальником штабу. Брав участь у Французькій кампанії і Битві за Англію.
15 січня 1941 року був знову призначений начальником штабу 4-го повітряного флоту, бере участь в Балканської кампанії і вторгненні в СРСР. 24 серпня 1942 прийняв командування 1-го авіакорпусу, одночасно з 26 серпня очолював оперативну авіагрупу «Дон», що діяла в районі Сталінграда і підтримувала групу армій «Дон». З квітня 1943 1-й авіакорпус, очолюваний Кортеном, вів активні бойові дії в Криму. З 12 червня 1943 року — командувач 1-м повітряним флотом, який діяв на радянсько-німецькому фронті.
Після самогубства Ганс Єшоннек 19 серпня 1943 був терміново викликаний до Берліна і 25 серпня призначений начальником Генштабу люфтваффе (офіційно затверджений 3 вересня 1943). У вересні 1943 року заснував спеціальну інспекцію штурмової авіації (нім. Inspektion der Schlachtflieger), якій були підпорядковані всі групи пікіруючих бомбардувальників, групи безпосередньої підтримки військ, групи швидкісних бомбардувальників, а також всі підрозділи «винищувачів танків» (нім. Panzerjägerverbände)[3]. Після поразки під Курськом, перемоги союзників на Сицилії і в Південній Італії, і почастішали нальотами на Німеччину важких бомбардувальників ухвалив рішення про необхідність захищати Третій рейх від вторгнення і перекинути авіачастині зі Сходу і з області Середземномор'я в Німеччину[5].
20 липня 1944 року був присутній на нараді в ставці Гітлера в Растенбурзі, коли полковник Штауффенберг поставив під стіл портфель з бомбою. Під час вибуху отримав важкі поранення, від яких через два дні помер в госпіталі. Похоронна церемонія проходила 3 серпня 1944 року в Танненберзькому меморіалі.
Військова кар'єра
- 1 грудня 1914 — фанен-юнкер—єфрейтор
- 26 березня 1915 — фанен-юнкер—унтерофіцер
- 18 серпня 1915 — фенрих
- 18 жовтня 1915 — лейтенант
- 31 липня 1925 — оберлейтенант
- 1 жовтня 1931 — гауптман
- 1 грудня 1934 — майор
- 1 січня 1937 — оберстлейтенант
- 1 квітня 1939 — оберст
- 19 липня 1940 — генерал-майор
- 1 січня 1942 — генерал-лейтенант
- 30 січня 1943 — генерал авіації
- 22 липня 1944 — генерал-полковник (посмертно)

## Нагороди
- Залізний хрест
  - 2-го класу (11 жовтня 1915)
  - 1-го класу (14 вересня 1918)
- Нагрудний знак «За поранення» в чорному (28 квітня 1918)
- Нагрудний знак спонсора Німецької академії повітроплавання в сріблі та золоті
- Почесний хрест ветерана війни з мечами (1934)
- Комбінований Знак Пілот-Спостерігач з діамантами 
  - знак (8 квітня 1935)
  - діаманти (1940)
- Орден крові (№11; 26 жовтня 1935)
- Медаль «За вислугу років у Вермахті» 4-го, 3-го, 2-го і 1-го класу (25 років)
- Медаль «У пам'ять 13 березня 1938 року»
- Медаль «У пам'ять 1 жовтня 1938 року»
- Застібка до Залізного хреста
  - 2-го класу (22 вересня 1939)
  - 1-го класу (13 жовтня 1939)
- Лицарський хрест Залізного хреста (3 травня 1941)
- Нарукавна стрічка «Крит»
- Кримський щит
- Нагрудний знак пілота (Італія)
- Нагрудний знак пілота (Угорщина)
- Нагрудний знак військового пілота (Болгарія)
- Нагрудний знак пілота (Румунія)
- Нагрудний знак пілота (Хорватія)
- Нагрудний знак пілота (Фінляндія)
- Авіаційна планка бомбардувальника в бронзі
- Орден Михая Хороброго 3-го класу (Королівство Румунія; 29 липня 1942)
- Великий офіцер ордена «Святий Олександр» з мечами (Третє Болгарське царство)
- Орден Хреста Перемоги 3-го і 2-го чи 1-го класу (Словаччина)
- Орден Заслуг (Угорщина)
  - командорський хрест із зіркою
  - великий хрест з мечами
- Орден Зірки Румунії, великий офіцерський хрест з мечами
- Командор ордена «Доблесний авіатор» із зіркою (Королівство Румунія; 30 липня 1942)
- Німецький хрест в золоті (29 грудня 1942)
- Відзначений у Вермахтберіхт (12 серпня 1943)
- Орден Хреста Свободи 1-го класу із зіркою та мечами (Фінляндія; 7 січня 1944)
- Нагрудний знак «За поранення 20 липня 1944» в золоті (1944; посмертно)

## Відео
- Burial of Luftwaffe General Oberst Gunther Korten. 1944